# Rhyacopsyche
Rhyacopsyche är ett släkte av nattsländor. Rhyacopsyche ingår i familjen smånattsländor.
Kladogram enligt Catalogue of Life:
| Rhyacopsyche | \| \| Rhyacopsyche andina \| \| \| \| \| \| Rhyacopsyche chichotla \| \| \| \| \| \| Rhyacopsyche duplicispina \| \| \| \| \| \| Rhyacopsyche hagenii \| \| \| \| \| \| Rhyacopsyche jimena \| \| \| \| \| \| Rhyacopsyche matthiasi \| \| \| \| \| \| Rhyacopsyche mexicana \| \| \| \| \| \| Rhyacopsyche mutisi \| \| \| \| \| \| Rhyacopsyche obliqua \| \| \| \| \| \| Rhyacopsyche peruviana \| \| \| \| \| \| Rhyacopsyche torulosa \| \| \| \| \| \| Rhyacopsyche turrialbae \| \| \| \| \| \| Rhyacopsyche yatay \| \| \| \| |
|              | \| \| Rhyacopsyche andina \| \| \| \| \| \| Rhyacopsyche chichotla \| \| \| \| \| \| Rhyacopsyche duplicispina \| \| \| \| \| \| Rhyacopsyche hagenii \| \| \| \| \| \| Rhyacopsyche jimena \| \| \| \| \| \| Rhyacopsyche matthiasi \| \| \| \| \| \| Rhyacopsyche mexicana \| \| \| \| \| \| Rhyacopsyche mutisi \| \| \| \| \| \| Rhyacopsyche obliqua \| \| \| \| \| \| Rhyacopsyche peruviana \| \| \| \| \| \| Rhyacopsyche torulosa \| \| \| \| \| \| Rhyacopsyche turrialbae \| \| \| \| \| \| Rhyacopsyche yatay \| \| \| \| |
|              | Rhyacopsyche andina |
|              | |
|              | Rhyacopsyche chichotla |
|              | |
|              | Rhyacopsyche duplicispina |
|              | |
|              | Rhyacopsyche hagenii |
|              | |
|              | Rhyacopsyche jimena |
|              | |
|              | Rhyacopsyche matthiasi |
|              | |
|              | Rhyacopsyche mexicana |
|              | |
|              | Rhyacopsyche mutisi |
|              | |
|              | Rhyacopsyche obliqua |
|              | |
|              | Rhyacopsyche peruviana |
|              | |
|              | Rhyacopsyche torulosa |
|              | |
|              | Rhyacopsyche turrialbae |
|              | |
|              | Rhyacopsyche yatay |
|              | |